# Base antarctique Neumayer
Pour les articles homonymes, voir Neumayer.
La base antarctique Neumayer ou Georg von Neumayer (Code UN-LOCODE: AQ-NEU) est une station de recherche scientifique allemande située en Antarctique à quelques kilomètres de la côte (40 m d'altitude), à proximité de la Baie d'Atka.
Créée en 1981, elle fonctionne toute l'année avec un effectif de 9 personnes durant l'hivernage, 50 en période estivale.
Elle dispose d'une piste d'atterrissage de 1 000 m accessible aux avions-porteurs montés sur skis. 

## Recherche
Un des objectifs de la station est d'étudier les évolutions de l'environnement à l'échelle mondiale.
La station ne pouvant être ravitaillée qu'en été, des légumes (radis, concombres, tomates et salade) y ont pour la première fois été cultivés en Antarctique, hors sol. Cette expérience pourrait être utilisée pour préparer la conquête de la planète Mars.

## Origine du nom
Le nom de la base est un hommage au géophysicien et explorateur polaire de Bavière et du Palatinat Georg von Neumayer (né le 21 juin 1826 à Kirchheimbolanden, mort le 24 mai 1909 à Neustadt an der Haardt). 

## Galerie

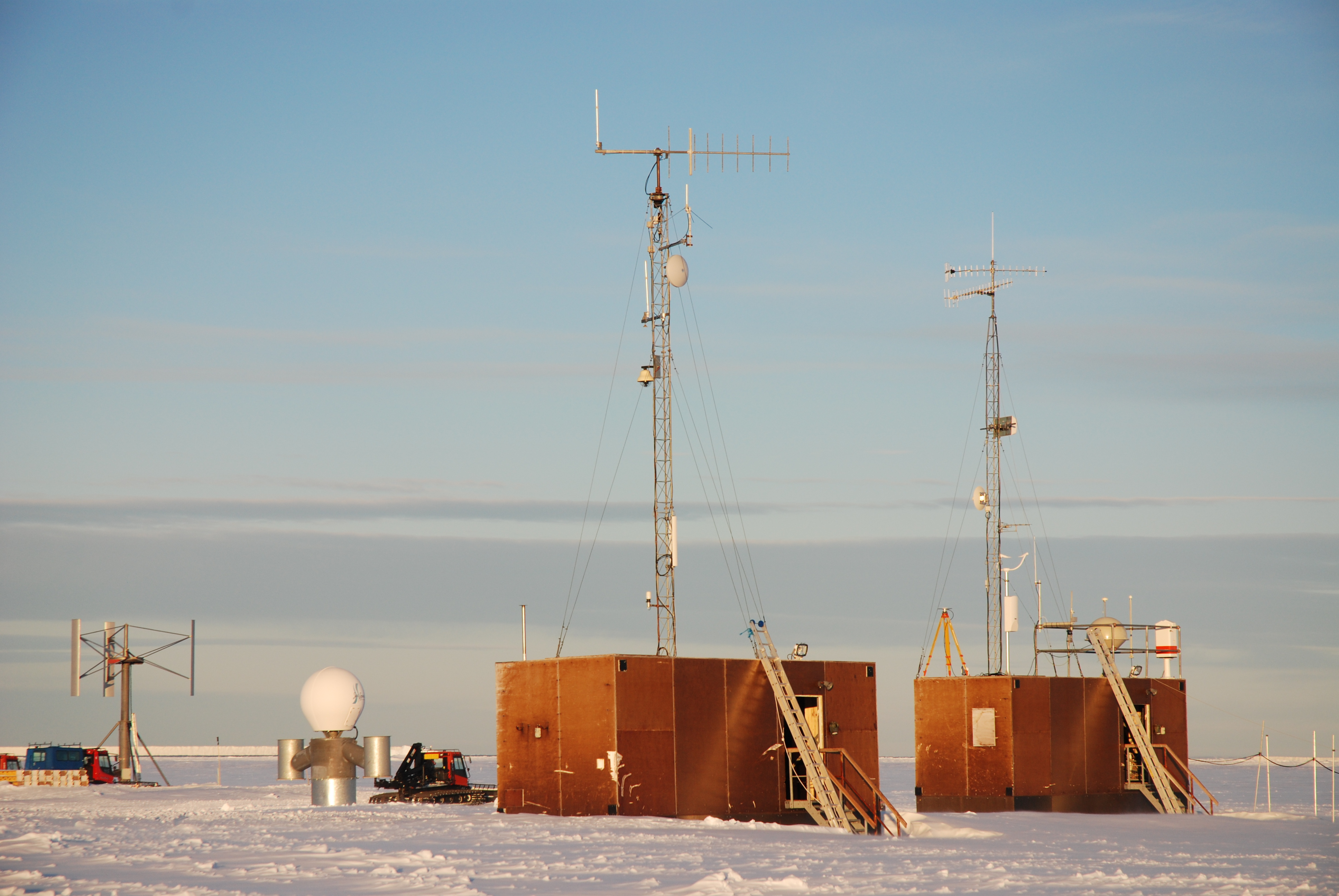
Station Neumayer II (2008).
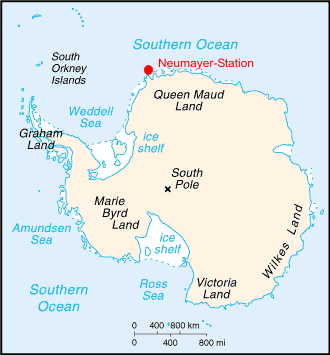
Localisation Base antarctique Neumayer III (2009).